# Anoplodactylus virescens
Anoplodactylus virescens is een zeespin uit de familie Phoxichilidiidae. De soort behoort tot het geslacht Anoplodactylus. Anoplodactylus virescens werd in 1864 voor het eerst wetenschappelijk beschreven door Hodge. 